# عدنان غریفی
عدنان غریفی (۱۲ خرداد ۱۳۲۳ – ۴ اردیبهشت ۱۴۰۲) شاعر، مترجم و داستان‌نویس عرب ایرانی بود. او از نویسندگان نوگرای دهه‌های ۱۳۴۰ و ۱۳۵۰ و از شکل‌دهندگان داستان‌نویسی جنوب بود.

## زندگینامه
عدنان غریفی در ۱۲ خرداد ۱۳۲۳ در خرمشهر زاده شد و در همین شهر تحصیل کرد. سپس به دانشگاه نفت آبادن رفت اما تحصیلاتش را ناتمام گذاشت. چون واحدهای درسی در این دانشگاه به انگلیسی تدریس می‌شدند او زبان انگلیسی را آموخت. به‌واسطه همین آشنایی با زبان انگلیسی با نویسندگانی همچون ارنست همینگوی و ویلیام فاکنر آشنا شد و تا اندازه‌ای تحت تاثیر آنها بود. او به زبان انگلیسی نیز شعر می‌نوشت.
او به ادبیات رو آورد و همراه با ناصر تقوایی، احمد محمود، احمد آقایی، نسیم خاکسار، محمد ایوبی، ناصر مؤذن، و شماری دیگر به عنوان نویسندگان نوگرای جنوب ایران مطرح شد. عدنان غریفی همچنین نشریه جنگ هنر و ادبیات جنوب را همراه با عده‌ای از همین نویسندگان جنوب منتشر کرد که پس از انتشار ۹ شماره، در سال ۱۳۴۶ به اتهام اقدام علیه امنیت کشور بازداشت شدند.
عدنان غریفی همیشه آرمان خود را ساختن جهانی بهتر برای زحمتکشان می‌دانست اما تنها به طبقه فرودست نمی‌پرداخت و درباره عدالت اجتماعی نیز مطلب می‌نوشت. او به علت گرایش چپگرایانه در اواخر دهه ۱۳۴۰ به زندان افتاد. او پس از آزادی، با سازمان رادیو و تلویزیون ایران به همکاری کرد، به تدریس زبان انگلیسی پرداخت، و شعر شماری از شاعران جهان را به فارسی‌ ترجمه کرد. او همکاری با احمد شاملو در مجله خوشه را به‌عنوان يکی از زيباترين دوره‌های زندگی خود یاد می‌کرد. پس از انقلاب اسلامی ۱۳۵۷ عدنان غریفی به هلند مهاجرت کرد.

## برخی آثار منتشر شده

### داستان وشعر
- شنل‌پوش در مه، مجموعه داستان‌های کوتاه، تهران، ۱۳۵۰
- اينسوی عطر قبيله، مجموعه شعر، تهران، ۱۳۵۷
- چهار آپارتمان در تهران‌پارس، مجموعه داستان‌های کوتاه، هلند، ۲۰۰۰
- مرغ عشق، مجموعه داستان‌های کوتاه، هلند، ۲۰۰۰
- يکی از کمدی‌ها، مجموعه شعر، هلند، ۲۰۰۰
- به موشک بستن فرشتگان، مجموعه شعر، هلند، ۲۰۰۰
- برای خرمشهر امضا جمع می‌کنم، مجموعه شعر، هلند، ۲۰۰۰
- برنامه حرکت: امروز، اينجا، مجموعه شعر، هلند، ۲۰۰۰
- مرغ عشق، داستان کوتاه، نشر آهنگ دیگر، ۱۳۸۴
- مادر نخل، داستان کوتاه، نشر چشمه، ۱۳۸۶
- سکه‌ها، رمان، نشر افراز ۱۳۹۴

### ترجمه
- نظارت دقیق قطارها، نوشته بهومیل هرابال، نشر افراز، ۱۳۹۷
- عرهای تبعيد، عبدالوهاب البياتی
- مردان در آفتاب، داستانی از غسان کنفانی
- ام سعد، داستانی از غسان کنفانی